# Jeanne-Baptiste de Bourbon
Jeanne–Baptiste de Bourbon, née le 11 janvier 1608 et morte le 16 janvier 1670, fut la trente-et-unième abbesse de Fontevraud.
Fille du roi Henri IV, elle est une sœur du roi Louis XIII et une tante du roi Louis XIV.

## Origine et formation
Fille naturelle du roi Henri IV et de Charlotte des Essarts, elle naît le 22 février 1608. Trois mois après, elle est légitimée. Cette filiation et sa parenté avec son demi-frère le roi Louis XIII marquent sa vie et modèlent son attitude.
À dix ans, elle entre à l'abbaye de Chelles pour y recevoir une éducation religieuse et une formation spirituelle dispensée par saint François de Sales. Sa sœur jumelle Marie-Henriette deviendra abbesse de Chelles.

## Abbesse de Fontevraud

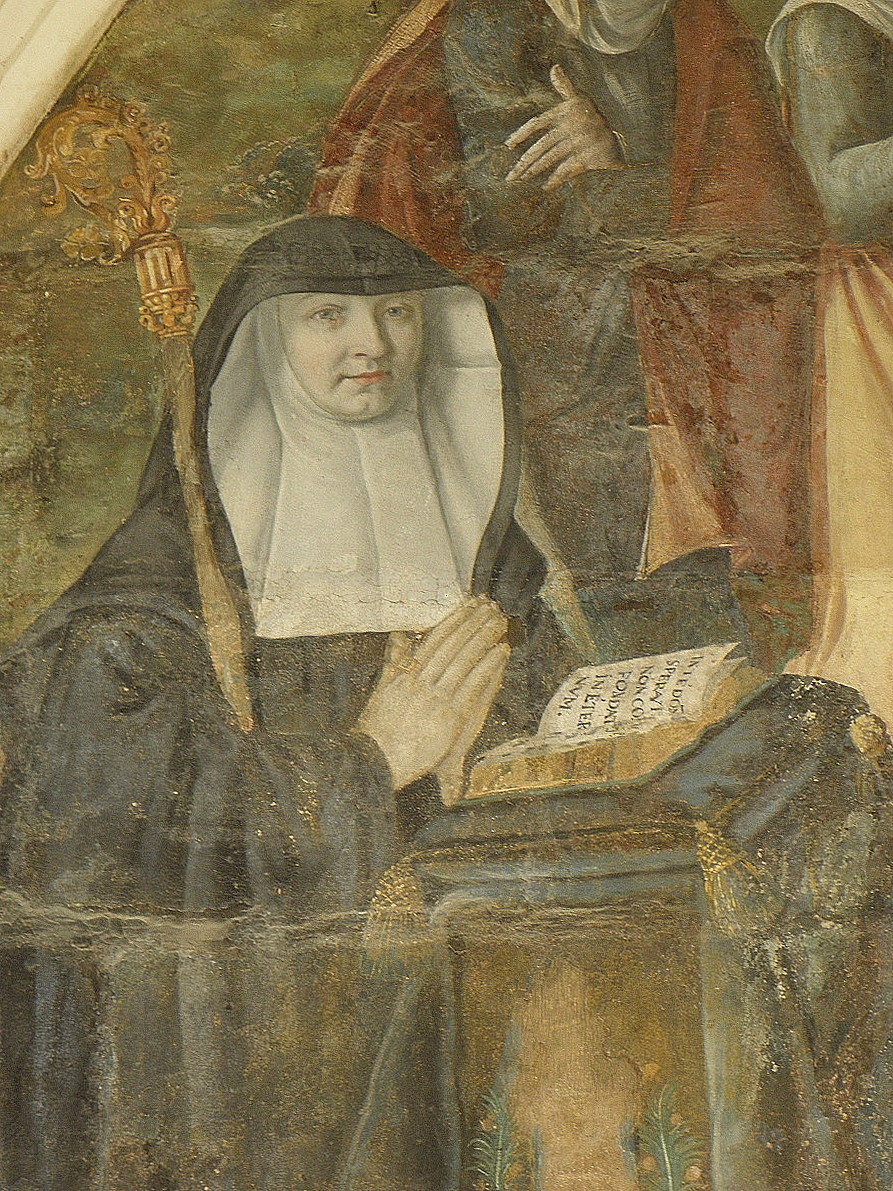
Jeanne Baptiste de Bourbon, abbesse de Fontevraud de 1637 à 1670. Peinture murale de la salle capitulaire de l'abbaye de Fontevraud.

Louise de Bourbon-Lavedan, abbesse de Fontevraud, la nomme coadjutrice mais elle ne prend officiellement sa fonction qu'en 1637, à dix-huit ans, à la mort de l'abbesse en titre.
Elle reçoit sa propre bénédiction abbatiale en 1639.
Elle est l'instigatrice de la tentative avortée de canonisation du fondateur de l'Ordre de Fontevraud, Robert d'Arbrissel.
Elle dirige l'ordre d'une main très ferme jusqu'à sa mort en 1670.